# 久里濱線
久里濱線（日语：／ Kurihama sen */?）是一條連結日本神奈川縣橫須賀市堀之內站與同縣三浦市三崎口站，屬於京濱急行電鐵（京急）的鐵路線。車站編號使用的路線記號為KK。

## 路線資料
- 路線距離：13.4公里
- 軌距：1435毫米
- 站數：9個（包括起終點站）
- 複線路段：堀之內－京急久里濱、京急長澤－三浦海岸
- 電氣化路段：全線（直流1500V）
- 閉塞方式：自動閉塞式
- 保安裝置：C-ATS
- 最高速度（日语：最高速度）：110公里/小時
- 其他特記事項：1954年引入CTC，是日本首個CTC系統，也是京急的路線唯一使用CTC整備的路線。

## 運行形態
普通車只在平日早上繁忙時段行駛。現在普通車是不會行走京急久里濱以南的地方（1996年4月至1999年7月只在平日行駛）。特急在早上至早上繁忙時間、平日晚上至深夜，在該時段的列車全為快特。

### 女性專用車
只有平日朝上運行，抵達橫濱站7:30 - 8:30前往品川的最前的車卡是女性專用車。

### 過去的臨時列車

#### 招運號
為方便前往成田山新勝寺參拜的乘客，在1969年至1972年間開辦了來回三浦海岸 - 京成成田站的通宵列車。使用的車輛為1000形，停車站與京急線、都営線内特急一樣，而在京成線内則以「臨時特急」運行（京成津田沼站 - 京成成田間不停車，這個與押上站至京成津田沼間之間運行的特急有少許差異）。原定此線也會在1973年運行，但是由於東京都交通局就勞動爭議問題而反對通宵行駛，最終亦停辦此線。

## 历史
- 1942年（昭和17年）12月1日 橫須賀堀之内（現堀ノ内） - （臨時）久里濱間開業。
- 1943年（昭和18年）9月21日 （臨時）久里濱 - 久里濱（現京急久里濱）間開業。
- 1944年（昭和19年）4月1日 久里濱站改稱為湘南久里濱站。
- 1948年（昭和23年）2月1日 鳴神站與昭南站分別改稱為新大津站與湘南井田站。
- 1954年（昭和29年）6月15日 橫須賀堀之内 - 湘南井田間複線化。
- 1954年（昭和29年）6月25日 CTC化。
- 1959年（昭和34年）3月15日 湘南井田 - 湘南久里濱間複線化。
- 1961年（昭和36年）9月1日 橫須賀堀之内站改稱為堀之内站（堀ノ内駅）。
- 1963年（昭和38年）11月1日 京濱久里濱 - 野比（現YRP野比）間開業。湘南井田站與湘南久里濱站分別改稱為北久里濱站與京浜久里濱站。
- 1966年（昭和41年）3月27日 野比 - 津久井濱間開業。
- 1966年（昭和41年）7月7日 津久井浜 - 三浦海岸間開業。開業時為雙線行車。
- 1975年（昭和50年）4月26日 三浦海岸 - 三崎口間開業。
- 1980年（昭和55年）6月27日 京濱長澤（現京急長澤） - 津久井濱間複線化。
- 1987年（昭和62年）6月1日 京濱久里濱站及京濱長澤站分別改稱為京急久里濱站及京急長澤站。
- 1998年（平成10年）4月1日 - 野比站改稱為YRP野比站。
- 2009年（平成21年）2月14日 更新保安裝置為C-ATS。

## 車站列表
- 所有車站均位於神奈川縣。
- 「京急翼號」、快特、特急、普通均停靠所有車站。
- 「早晨翼號」只停靠三浦海岸站[1]。

範例
停車站 … ●・◎：停車（◎：定期列車的始發終到車站）、｜・↓・↑：通過（↓・↑：只限箭頭方向運行）
軌道 … ∥：複線路段、◇・△：單線路段（可進行列車交會）、△：單線路段的終點、∧：此起往下為複線、∨：此起往下為單線
| 車站編號 | 中文站名         | 日文站名 | 英文站名 | 站間營業距離 | 通算營業距離 | 通算營業距離 | 早晨翼號 | 接續路線、備註                                                | 軌道 | 所在地   |
| 車站編號 | 中文站名         | 日文站名 | 英文站名 | 站間營業距離 | 堀之內起計   | 品川起計     | 早晨翼號 | 接續路線、備註                                                | 軌道 | 所在地   |
| -------- | ---------------- | -------- | -------- | ------------ | ------------ | ------------ | -------- | ------------------------------------------------------------- | ---- | -------- |
| KK61     | 堀之內           |          |          | -            | 0.0          | 52.3         | ↑        | 京濱急行電鐵： 本線（品川方向直通運行） ※可待避車站           | ∥    | 橫須賀市 |
| KK65     | 新大津           |          |          | 0.8          | 0.8          | 53.1         | ↑        |                                                               | ∥    | 橫須賀市 |
| KK66     | 北久里濱         |          |          | 0.9          | 1.7          | 54.0         | ↑        |                                                               | ∥    | 橫須賀市 |
|          | 久里濱工場信號所 |          | /        | -            | (2.6)        | (54.9)       | ↑        |                                                               | ∥    | 橫須賀市 |
| KK67     | 京急久里濱       |          |          | 2.8          | 4.5          | 56.8         | ↑        | 東日本旅客鐵道： 橫須賀·總武快速線（久里濱：JO01）※可待避車站 | ∨    | 橫須賀市 |
| KK68     | YRP野比          |          |          | 2.7          | 7.2          | 59.5         | ↑        |                                                               | ◇    | 橫須賀市 |
| KK69     | 京急長澤         |          |          | 1.3          | 8.5          | 60.8         | ↑        |                                                               | ∧    | 橫須賀市 |
| KK70     | 津久井濱         |          |          | 1.2          | 9.7          | 62.0         | ↑        |                                                               | ∥    | 橫須賀市 |
| KK71     | 三浦海岸         |          |          | 1.5          | 11.2         | 63.5         | ◎        |                                                               | ∨    | 三浦市   |
| KK72     | 三崎口           |          |          | 2.2          | 13.4         | 65.7         |          |                                                               | △    | 三浦市   |

## 關連項目
- 日本鐵路線列表
- 未成線
- 主要乘入路線：京急本線、京急空港線、都營地下鐵淺草線

## 外部連接
- 京濱急行:電車情報 路線圖